# St.-Martin-Kirche (Remels)

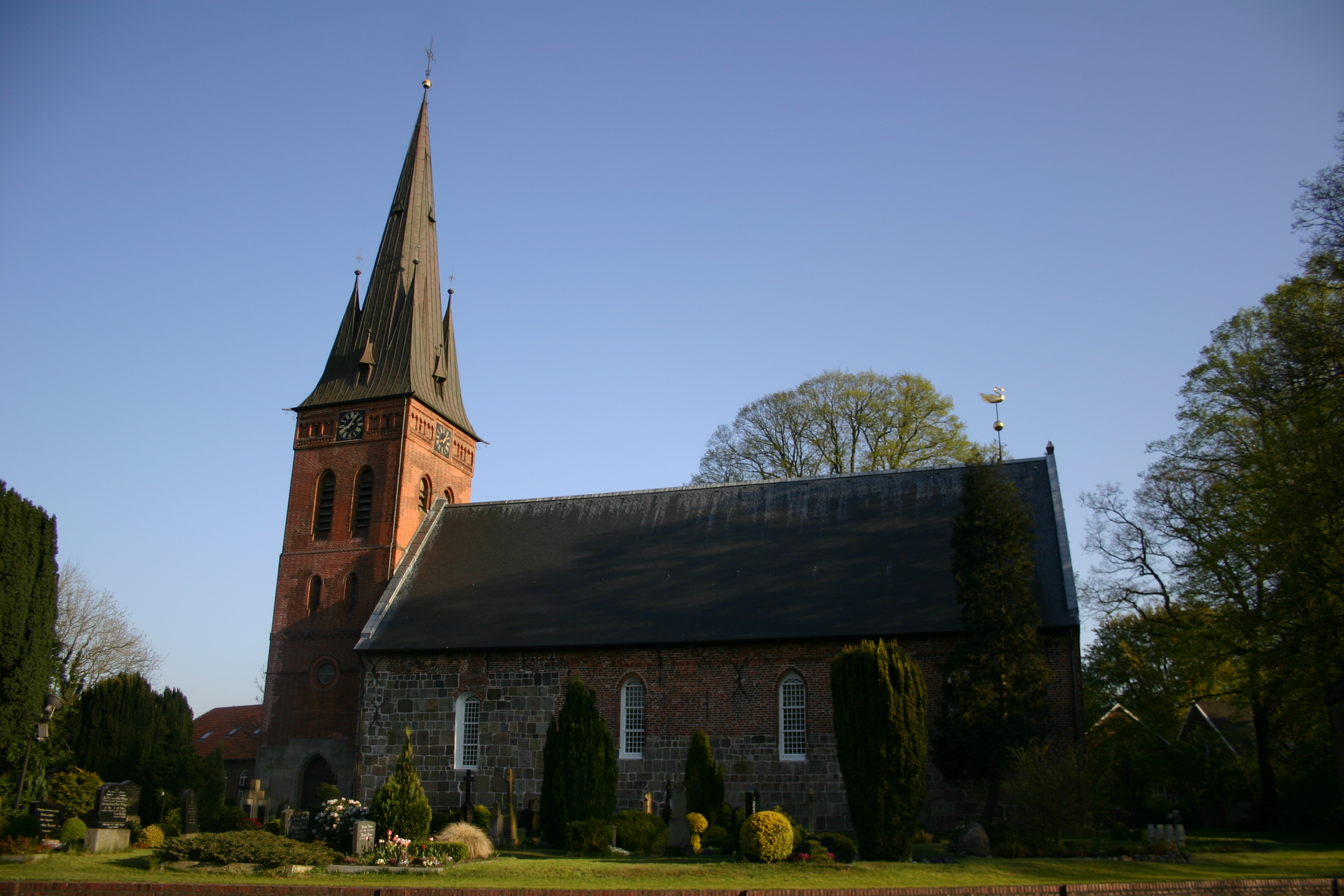
St.-Martin-Kirche

Die evangelisch-lutherische St.-Martin-Kirche (ⓘ) steht in Remels, dem Hauptort der Gemeinde Uplengen in Ostfriesland. Während des Mittelalters war die Wehrkirche, die zu Beginn des 13. Jahrhunderts gebaut wurde, von einem Wall umgeben. Von dieser Befestigung blieb das Ostertor erhalten.

## Geschichte
Das Gotteshaus verdankt seine Errichtung dem Umstand, dass Remels zu Zeiten der friesischen Freiheit wahrscheinlich der Versammlungsort der Ratsleute (Richter, die „Sechzehner“) des Lengener Lands war. Dessen Bewohner errichteten die Kirche im geographischen Mittelpunkt der autonomen Landesgemeinde, die identisch mit dem gleichnamigen Großkirchspiel ist, zu dem die zehn Geestdörfer Remels, Jübberde, Groß- und Kleinsander, Groß- und Kleinoldendorf, Bühren, Selverde, Poghausen und Spols gehörten. Namensgebender Patron ist der heilige Martin von Tours, den die Gemeinde noch heute in ihrem Siegel führt.
Möglicherweise hatte die Kirche einen Vorgängerbau aus Holz, der bis dato noch nicht nachgewiesen werden konnte. Ein Sarkophagdeckel aus Sollinger Sandstein, der in das 11. Jahrhundert datiert wird, und ein Sandsteinsarkophag, die in unmittelbarer Nähe zur Kirche gefunden wurden, deuten auf ein frühes christliches Leben in Remels. Beide zeugen zudem davon, dass es im Lengenerland eine begüterte Schicht gegeben haben muss, die sich solch aufwändige Begräbnisse leisten konnte.
Der Bau der Kirche begann Anfang des 13. Jahrhunderts. Bedingt durch ihre Lage am Rande Ostfrieslands an der Grenze zum Oldenburger Land sah sich die Bevölkerung immer wieder Plünderungen der auswärtigen Grafen ausgesetzt. Das Gotteshaus wurde daher als Wehrkirche angelegt. Neben der Kirche war die Festungsanlage ausgestattet mit Wehrturm, freistehendem Glockenturm, Kirchhof, umgebender Mauer mit Graben und Tortürmen.
Der älteste Teil des Gebäudes ist das Kirchenschiff der ursprünglichen Apsissaalkirche. Es wurde, wie viele andere Kirchen in Ostfriesland aus dieser Zeit mit Granitquadern errichtet. Diese haben sich in Remels fast bis zum Dach erhalten. Wie die meisten Kirchen aus dieser Zeit hatte das Schiff  wahrscheinlich an seinen Langseiten je ein Portal und im oberen Drittel vier kleine rundbogige Fenster. Der Saal hatte eine Flachdecke, die Apsis eine Kuppel. Die Westseite war glatt abgeschlossen.
Um 1300 wurden der westliche Teil des Kirchenschiffs und die Apsis abgerissen, im Osten dafür drei neue Joche eingezogen. Dadurch entstand ein Rechteckeinraum im romano-gotischen Stil. Erstmals wurden dabei ergänzend Backstein und Tuff als Baumaterialien eingesetzt. Der neue Ostgiebel hatte drei, die Seitenschiffwände besaßen je vier Fenster, die entsprechend gotischer Bauweise spitzbogig ausgeführt wurden. Der Backsteinturm im historisierenden Stil entstand 1897/98. Er hatte zwei mittelalterliche Vorgänger, die als Wehrtürme angelegt waren. Ein 1507 genannter neuer Westturm stürzte infolge eines unzureichenden Fundamentes kurz nach der Errichtung wieder ein. Der Glockenstuhl befand sich ursprünglich in der südwestlichen Ecke des Kirchhofes und war baufällig geworden, weshalb der 53,50 Meter hohe neue Kirchturm errichtet wurde.
An der Kirche wurde auch das Sendgericht abgehalten, wovon heute noch Kette, Halseisen und Podest eines Prangers an der Nordwand des Kirchenschiffes zeugen.

## Architektur

### Äußeres
Die Bauphasen gliedern die Kirche deutlich in drei Bereiche. An ihrem Äußeren kann man ablesen, dass sie in drei Phasen erbaut wurde. Der älteste Teil ist der westliche Bereich des Kirchenschiffs, das noch bis fast zum Dach aus Granitquadern der ursprünglichen Apsissaalkirche besteht. Eine kräftige Baunaht trennt diesen Bauabschnitt an der nördlichen und südlichen Langwand deutlich von dem gotischen Bauabschnitt im Osten, dem sich der 53,50 Meter hohe neue Kirchturm aus den Jahren 1897/98 anschließt.

### Inneres
Das Kirchenschiff ist nach oben von vier Jochen mit Domikalgewölben abgeschlossen. Sie zeugen vom gotischen Ideal eines Himmelszeltes und symbolisieren das himmlische Jerusalem. An der Ostwand des westlichen Joches sind noch die Ansätze der alten Apsis zu erkennen. Von der ursprünglichen Bemalung blieb nach der Reformation nur noch ein Fries aus Akanthusblättern im Chorjoch erhalten. Die Rankenmuster an der Ostwand und im Chorgewölbe entstanden etwas später.

## Ausstattung

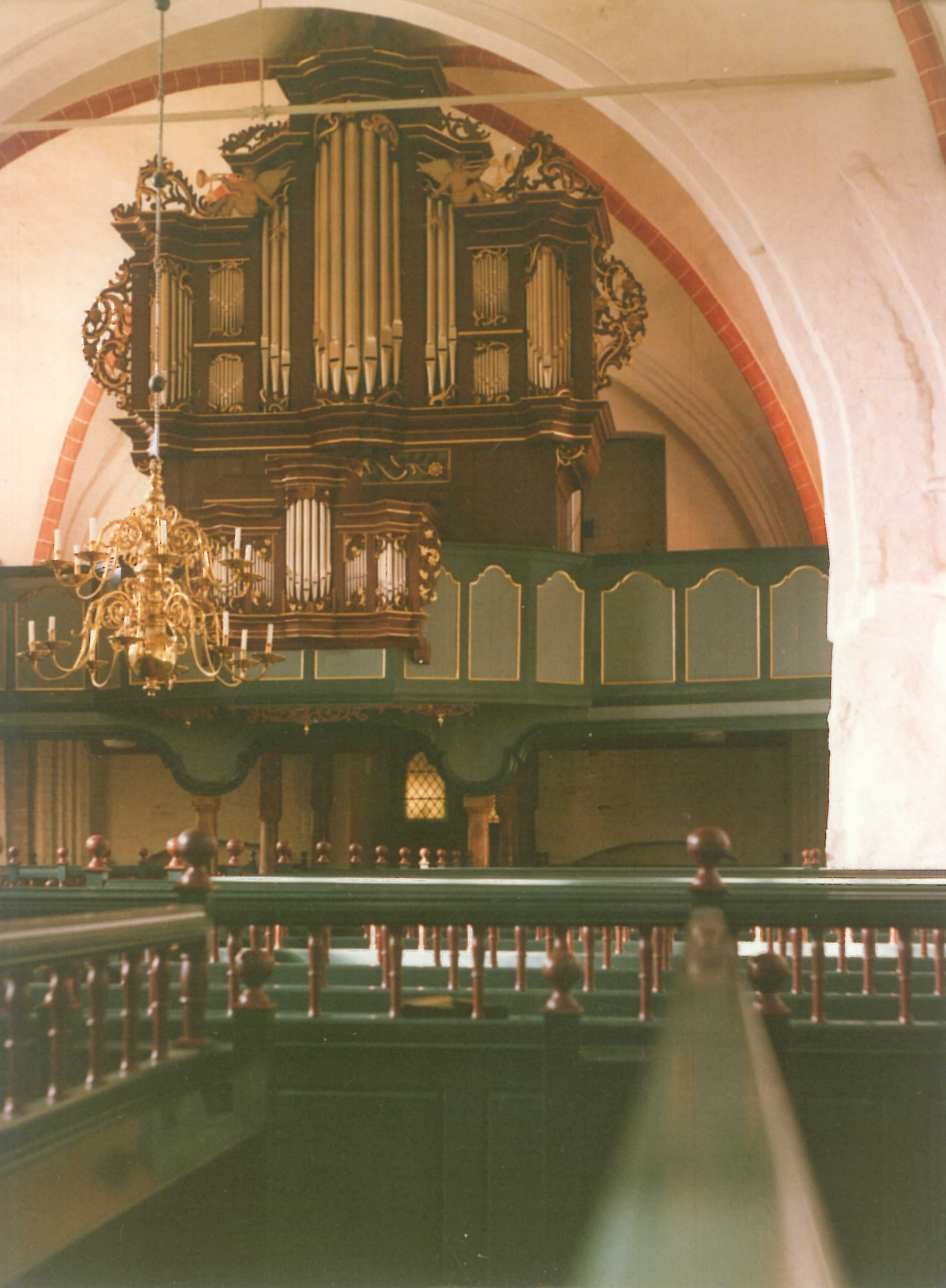
Westempore mit Müller-Orgel (1782)

Das Altarretabel wurde um 1667 von dem Bildschnitzer und Maler Tönnies Mahler aus Leer geschaffen. Er zeigt auf seinen Flügeln  die Ankündigung der Geburt durch den Erzengel Gabriel, das Weihnachtsgeschehen in Bethlehem, die Beschneidung Jesu im Tempel und die Anbetung der drei Weisen. Im Zentrum steht eine Darstellung des letzten Abendmahls. Die Rückseiten der Flügel sind mit Bildern vom Leiden und Sterben des Herrn bemalt. Die Predella ist mit den vier Evangelisten mit ihren Attributen verziert. Zu sehen sind Matthäus mit dem geflügelten Menschen, Markus mit dem Löwen, Lukas mit dem Stier und Johannes mit dem Adler.
Die barocke Kanzel entstand Ende des 17. Jahrhunderts. Auf den vier Kanzelfeldern werden erneut die Evangelisten dargestellt.
Der Taufstein entstammt vorreformatorischer Zeit. Er wurde, wie so viele Taufsteine in Ostfriesland im  13. Jahrhundert, aus Bentheimer Sandstein geschaffen. Wandernde Steinmetze fertigten ihn kurz vor oder nach 1270 im Auftrag der Kirchengemeinde an. Die Cuppa ruht auf vier Trägerfiguren, die möglicherweise als der unterdrückte Alte Adam zu deuten sind. Die Cuppa selbst ist mit einem breiten Fries von Akanthusranken geschmückt. Unklar ist bis dato, seit wann der Taufstein farbig gefasst ist.

## Orgel
Die Orgel wurde 1782 von dem Wittmunder Orgelbaumeister Hinrich Just Müller errichtet. Sie ist die einzige Kirchenorgel der Region, die ein Rückpositiv aufweist. Dieses ist fast 50 Jahre älter als die Hauptorgel und wurde als selbstständiges Positiv vermutlich von Johann Friedrich Constabel (1733) gebaut. Müller integrierte das Werk in seinen Neubau, dessen Hauptwerk-Prospekt sich in sieben Teile gliedert. 1898 wurde das Instrument mitsamt seiner Empore von der Ost- auf die Westseite der Kirche verlegt und dabei dem Zeitgeist entsprechend etwas umgebaut. Bei der Restaurierung der Orgel durch Rudolf Janke 1978/79 wurde der ursprüngliche Zustand wiederhergestellt. Das Instrument hat 15 Register auf zwei Manualen und angehängtem Pedal.
| I Rückpositiv C–c3 |               |       |   |
| 1.                 | Principal B/D | 4′    | C |
| 2.                 | Gedackt B/D   | 8′    | C |
| 3.                 | Flöte B/D     | 4′    | C |
| 4.                 | Quinta        | 1 ⁄2′ | M |
| 5.                 | Dulcian B/D   | 8′    | J |
|                    | Tremulant     |       |   |

| II Hauptwerk C–c3 |                |     |     |
| 6.                | Principal      | 8′  | M   |
| 7.                | Bordun         | 16′ | M,J |
| 8.                | Rohr Flöt      | 8′  | M   |
| 9.                | Octave         | 4′  | M   |
| 10.               | Spitz Flöt     | 4′  | M   |
| 11.               | Nassat         | 3′  | J   |
| 12.               | Octave         | 2′  | M   |
| 13.               | Sexquialter II | M   |     |
| 14.               | Mixtur IV      | M   |     |
| 15.               | Trumpet B/D    | 8′  | M,J |
|                   | Cimbelstern    |     | M   |

| Pedal C–d1 |
| angehängt  |

- Koppeln und Spielhilfen: I/II, II/P, Sperrventil Rückpositiv

Anmerkungen:
C = Register von Johann Friedrich Constabel (1733)
M = Register von Hinrich Just Müller (1782)
J = Register von Rudolf Janke (1978/1979)

## Glocken
Der Glockenturm  beherbergt ein Dreiergeläut. Die älteste Glocke wurde im 13. Jahrhundert gegossen und Maria geweiht. Nach dem Zweiten Weltkrieg vervollständigte die Glockengießerei Rincker das Geläut durch zwei neue Glocken. Remels besitzt eines der tontiefsten Geläute von Ostfriesland. Das Glockenmotiv ergibt einen Moll-Akkord.
| Nr. | Name           | Gussjahr | Gießer, Gussort     | Masse (kg) | Schlagton |
| 1   | Christusglocke | 1953     | Gebr. Rincker, Sinn | 2400       | h0        |
| 2   | Marienglocke   | 13. Jhd. | unbekannt           | 1676       | d1        |
| 3   | Friedensglocke | 1953     | Gebr. Rincker, Sinn | 1050       | fis1      |